# Livio Berruti
Livio Berruti, född 19 maj 1939 i Turin, är en italiensk friidrottare.

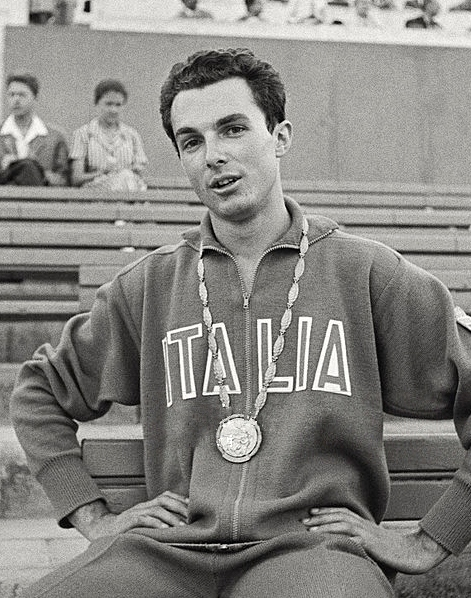
Livio Berruti

Berruti blev olympisk mästare på 200 meter  vid sommarspelen 1960 i Rom. Han ingick även i det italienska lag, som på 4 x 100 meter kom på en fjärdeplats. Vid dessa spel tangerade han två gånger världsrekordet på  200 meter, 20,5 sekunder, som stod som världsrekord till 23 juni 1962 och europeiskt rekord till 21 juni 1964.
Livio Berruti deltog i ytterligare två olympiska spel. Vid OS i Tokyo 1964 blev han femma i finalen på 200 meter och var slutman i de italienska lag, som belade en sjundeplats på 4 x 100 meter vid såväl OS i Tokyo som OS i Mexico City.